# Amatori Wasken Lodi 2019-2020
Questa voce raccoglie le informazioni riguardanti l'Amatori Wasken Lodi nelle competizioni ufficiali della stagione 2019-2020.
Tutti i tornei furono interrotti e annullati a causa della pandemia di COVID-19. 

## Maglie e sponsor
Lo sponsor tecnico per la stagione 2019-2020 fu Mizuno, mentre lo sponsor ufficiale fu Banco BPM.
| 1ª divisa | 2ª divisa | 3ª divisa | 1ª div. portiere | 2ª div. portiere | 3ª div. portiere |

## Organigramma societario
- Presidente: Gianni Blanchetti
- Vicepresidente: Vittorio Canidio
- Direttore generale: Federico Mazzola
- Direttore sportivo: Roberto Colciago
- Segretario: Giuseppe Colombo
- Addetto stampa: Massimo Stella

## Organico

### Giocatori
Dati tratti dal sito internet ufficiale della Federazione Italiana Sport Rotellistici.
| N° | Naz.                 | Ruolo | Sportivo              |  |  |  |
| -- | -------------------- | ----- | --------------------- |  |  |  |
| 7  | Angola (bandiera)    | E     | João Pinto            |  |  |  |
| 9  | Italia (bandiera)    | E     | Domenico Illuzzi      |  |  |  |
| 12 | Argentina (bandiera) | P     | Valentín Grimalt      |  |  |  |
| 18 | Italia (bandiera)    | P     | Rubens Gilli          |  |  |  |
| 27 | Argentina (bandiera) | E     | Lucas Martínez        |  |  |  |
| 37 | Italia (bandiera)    | E     | Alex Raffaelli        |  |  |  |
| 71 | Italia (bandiera)    | E     | Davide Gavioli        |  |  |  |
| 74 | Italia (bandiera)    | E     | Mattia Gori           |  |  |  |
| 77 | Italia (bandiera)    | E     | Francesco Compagno    |  |  |  |
| 88 | Italia (bandiera)    | E     | Francesco De Rinaldis |  |  |  |

### Staff tecnico
- Allenatore:  Nuno Resende
- Allenatore in seconda:  Luca Giaroni
- Preparatore atletico:  Matteo Fortunati
- Meccanico:  Luigi Vigotti

## Mercato
| Acquisti | Acquisti       | Acquisti         | Acquisti |
| R.       | Nome           | da               |          |
| -------- | -------------- | ---------------- | -------- |
| E        | Davide Gavioli | CGC Viareggio    |          |
| E        | Lucas Martínez | Breganze         |          |
| E        | João Pinto     | Sporting CP      |          |
| E        | Alex Raffaelli | Amatori Vercelli |          |

| Cessioni | Cessioni          | Cessioni    | Cessioni |
| R.       | Nome              | a           |          |
| -------- | ----------------- | ----------- | -------- |
| E        | Juan Fariza       | Montebello  |          |
| E        | Andrea Malagoli   | Trissino    |          |
| E        | Luís Querido      | Barcelos    |          |
| E        | Alessandro Verona | Sporting CP |          |

### Annotazioni
1. 1 2 3  Competizione interrotta a causa della pandemia di COVID-19.

### Fonti
1. ↑   Stefano Blanchetti, Primo in A1 e ai quarti di Eurolega: l'Amatori fa il pieno di rimpianti, in Il Cittadino, 20 aprile 2020,  p. 37.
2. ↑   Campionati hockey pista, su hockeypista.fisr.it, Federazione Italiana Sport Rotellistici. URL consultato il 14 settembre 2019.